# Roblox
Roblox is een online-spel en ontwikkelsysteem waarmee gebruikers games kunnen programmeren en games kunnen spelen die door andere gebruikers zijn gemaakt. Opgericht door David Baszucki en Erik Cassel in 2004 en uitgebracht in 2006, host het platform door gebruikers gemaakte games van meerdere genres, geprogrammeerd in de programmeertaal Lua. Roblox begon oorspronkelijk als een programma waarmee men simulaties kon maken op basis van zwaardkracht.

## Games
Er zijn veel verschillende soorten games te vinden op Roblox. Zo heb je games die gaan over western, steden en dorpen, sport, sciencefiction, rollenspel, marine, militair, middeleeuws, horror, first-person shooter, gevechten, komedie, bouwen en avontuur.

## Ontwikkeling
DynaBlocks, DynaBlox en DynaBlock zijn de drie namen die in aanmerking kwamen voor Roblox tijdens zijn vroege ontwikkeling. Het spel werd eind 2004 hernoemd tot Roblox, omdat dat makkelijker bleek te onthouden dan DynaBlocks.
Gedurende het grootste deel van de geschiedenis van Roblox was het relatief klein, zowel als platform als bedrijf, vanwege het gebrek aan interesse van medeoprichter Baszucki in persverslaggeving en het 'verloren gaan in de massa' van een groot aantal platforms die rond dezelfde tijd opkwamen. Roblox begon snel te groeien in de tweede helft van de jaren 2010, en deze groei werd nog versterkt door de Coronapandemie. Roblox is gratis te spelen, met in-game-aankopen beschikbaar via een virtuele valuta genaamd "Robux". Sinds augustus 2020 heeft Roblox maandelijks meer dan 164 miljoen actieve gebruikers, en wordt het gespeeld door meer dan de helft van alle kinderen onder de 16 jaar in de Verenigde Staten. Roblox heeft over het algemeen positieve recensies ontvangen van critici. 

## Minifiguurtjes
In 2017 gingen speelgoedfabrikant Jazwares en Roblox Corporation samenwerken om minifiguren in productie te brengen. De avatars werden ontworpen op basis van door gebruikers gegenereerde inhoud die gemaakt was door de grote ontwikkelaars op het platform. De eerste serie bevatte veertig verschillende minifiguren. Later in datzelfde jaar verscheen een tweede serie van veertig minifiguren op basis van personages uit populaire games die op het platform werden geïntroduceerd, samen met de online avatars van populaire ontwikkelaars.

## Roblox Studio
Roblox Studio is een leveleditor die in 2006 verscheen en waarmee spelers hun eigen game in Roblox kunnen ontwerpen. Zo kunnen spelers allerlei soorten games maken, zoals parcours, schietgames, enzovoort. De software is gratis te downloaden. In Roblox Studio ontwerpt men met een objectgeoriënteerd systeem, en een dialect van de programmeertaal Lua om interactie met de spelwereld mogelijk te maken.

## Verbod in Turkije
In augustus 2024 werd Roblox door de Turkse autoriteiten verboden wegens vermeende seksuele inhoud, waarvan werd geacht dat die schadelijk zou zijn voor kinderen en jongeren.